# Linda Cook
Linda Zarda Cook é uma engenheira graduada pela Universidade de Kansas em 1980, ano no qual juntou-se à Royal Dutch Shell como engenheira de reservatório. Após várias posições, assumiu a diretoria de Gás & Energia ("G&P"), chegando a ser indicada pela revista Fortune como a 11ª mais poderosa executiva do mundo em Outubro de 2002. 